# Шапинка гриба

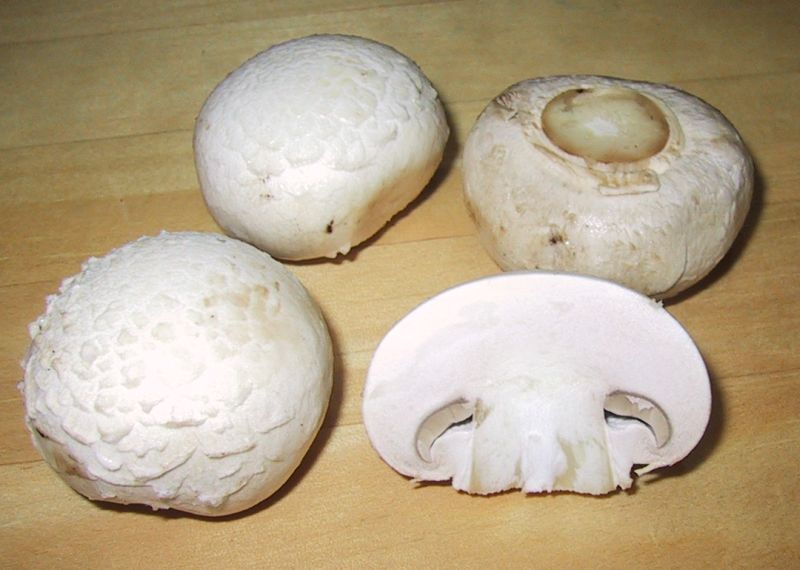
Шапинки печериць

Ша́пка гриба, інш. шля́пка, розм. головка (лат. pileus) — частина плодового тіла шапкових грибів, що тримає гіменофор. Форма шапки, її розмір, колір, характер поверхні є важливими таксономічними ознаками таксонів грибів.
Внутрішня, щільна частина шапки називається м'якушем, зверху вона захищена тонкою шкіркою — кутикулою. На нижній поверхні несе гіменофор.

## Форма шапок
Розрізняють такі основні типи:
- Яйцеподібна
- Куляста
- Напівкуляста (напівкругла)
- Опукла (подушкоподібна)
- Плоска (розпростерта)
- Увігнута
- Конічна (конусоподібна)
- Дзвоноподібна

Крім цих основних, в наукових описах можуть даватися точніші визначення форми шапки, проте, терміни можуть дещо відрізнятися у різних авторів:
| - Округло-розпростерта - Конусоподібно-розпростерта - Плоско-розпростерта - Опукло-розпростерта - Увігнуто-розпростерта - Плоскоподушкоподібна - Опуклоподушкоподібна - Плоскосклепінчаста | - Опуклосклепінчаста - Плоска зі заглибиною у середині - Туподзвоноподібна - Плоскодзвоноподібна - Конусоподібна-дзвоноподібна - Гостродзвоноподібна - Тупоконусоподібна - Плоскоконусоподібна | - Ширококонусоподібна - Сплощено-опукла - Глибоко втиснута - Плосколійкоподібна - Глибоколійкоподібна - Чашоподібна - Глибокочашоподібна - Несиметрична (з ніжкою або сидяча) |

Дзвоноподібна
Конічна
Опукла
Плоска зі заглибиною
Плоска
Лійкоподібна
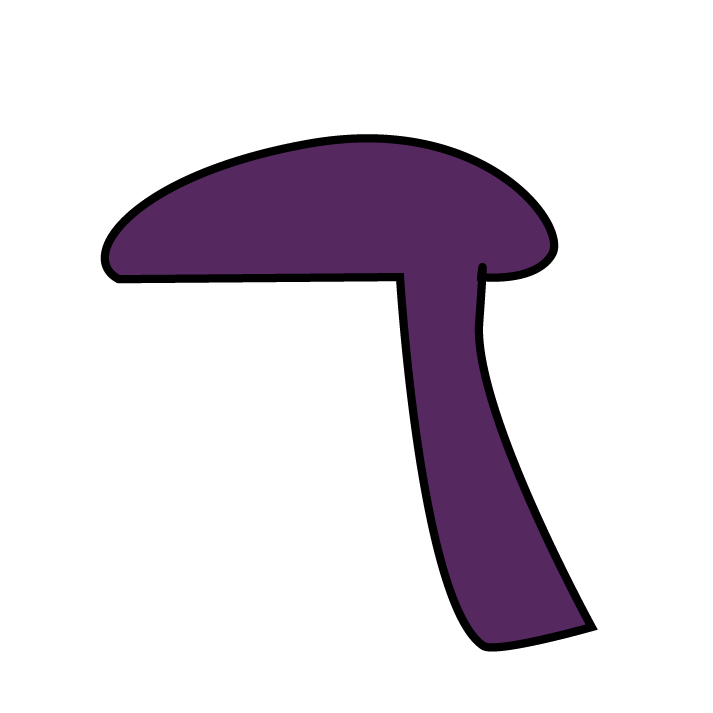
Несиметрична (з ексцентричною ніжкою)
Напівкуляста
Опукла з втисненням всередину
Сплощено-опукла з округлим горбком

У центрі шапинки часто помітна опуклість — горбок, його наявність, відносний розмір і форма може бути властива даному виду гриба. Верхівка горбка може бути плоскою, закругленою або гострою (конічною).
При визначенні слід враховувати, що форма шапинки може значно змінюватися при зростанні гриба. Багато грибів, що мають у молодих плодових тілах шапки напівкулястої або опуклої форми, при дозріванні міняють її на плоску або навіть увігнуту.
Близькі за формою шапки можуть траплятися у грибів, що належать до різних систематичних груп, але для багатьох груп характерні шапки певної форми. Наприклад, подушкоподібні — для родини болетових, плоскі із заглибиною — для сироїжкових, яйцеподібні або дзвоноподібні — для гнойовиків, конусоподібні — для родів Міцена, Псатирелла, Галерина, лійкоподібні — для говорушок.

## Ознаки краю шапки
Край шапинки є продовженням її центральної частини і його форма у багатьох випадках є важливою ознакою, необхідною для точного визначення, гриба, а також несе інформацію про будову і розвиток плодового тіла. На поперечному зрізі шапки розрізняють такі форми її краю:

Підгорнутий, або підігнутий вниз
Скошений, або загнутий донизу
Прямий
Тупий
Піднесений
Загорнутий вгору

Форма краю шапки з віком плодового тіла може сильно змінюватися: якщо край підгорнутий або підігнутий донизу — він розгортається і стає все прямішим, у старих грибів — загортається догори, при цьому збільшується площа гіменофора. Обріз краю також змінюється: якщо спочатку він зазвичай рівний, то з віком може стати хвилястим, лопатевим, лопатеві-розсічені — це також служить для збільшення площі гіменофора.
Край може бути стерильним, якщо гіменофор кінчається, не доходячи до нього.
За волокнами, плівчастими клаптями, грудочками слизу на краю шапки визначають наявність і тип окремого покривала.

## Ознаки шкірки і поверхні шапинки
- Колір може варіюватися залежно від природних умов. Відомо безліч колірних варіацій грибів, що ростуть під різними деревами або на різних типах ґрунту, в затінених або світлих місцях.
- Можливість відокремлення від м'якуша. У маслюків, деяких строфарій шкірка легко відокремлюється, є гриби, у яких зняти шкірку можна лише біля країв шапинки, в центрі ж вона міцно приростає.
- Характер поверхні. Поверхня може бути гладкою, сухою або слизовою, або покритою характерної форми тріщинами, пластівцями залишками (покривала), волокнами і лусочками. Слизистість або клейкість шкірки залежить від погодних умов: у посушний час ця ознака непомітна. На вигляд поверхня може бути блискучою, зернисто-блискучою, матовою, оксамитовою, борошнистою.
- Складчастість або радіальний штриховий рисунок. Якщо м'якуш у гриба дуже тонкий, то через шкірку можуть просвічувати пластинки і утворюється характерний штриховий рисунок, особливо помітний біля країв шапинки. У деяких грибів м'якуш майже відсутній, і поверхня шапинки набуває складчастої фактури.

Ознаки шапки за характером поверхні
- Суха поверхня не стає слизовою або липкою в сиру погоду, виглядає матовою. Характерна для таких родів, як Моховик (Xerocomus), Ксеромфаліна (Xeromphalina), Негниючник (Marasmius),
- Слизова поверхня добре визначається в сиру погоду, вона гладка і блискуча, липка або слабо слизова, з якою палець легко зіскакує. Слизовою і липкою може бути вся поверхня або тільки середина чи краї. Слизової шапки може бути ознакою наявності слизового загального покривала. Така поверхня шапинок характерна для маслюків, гігрофорів, деяких павутинників.
- Желатинозна поверхня нагадує слизову, виглядає драглистою. При уважному вивченні, можна виявити, що верхній шар шкірки рухливий відносно нижчих шарів. Зустрічається у грибів з родів Гоенбуелія (Hohenbuehelia), Резупінатус (Resupinatus).
- На волокнистій поверхні помітні радіальні волокна і тріщини, через які видно м'якоть шапки. Така поверхня може бути тонко- або грубоволокнистою, злегка лускатою, повстяно-волокнистою, врословолокнистою. Характерна для роду Плютка (Inocybe).
- Повстяна, щетиниста поверхня виглядає оксамитовою або замшевою, притиснутоволосистою, тонко- або грубоповстяною, шерстистою, пухнасто-повстяною, волосисто-щетинистою.
- Луската поверхня утворена повстяними або щетинистими лусочками, розподіленими по шапинці рівномірно або локально. Волокна лусочок можуть розташовуватися майже паралельно поверхні шапинки або стирчати вертикально, при видаленні їх шкірка пошкоджується. Луска може з'являтися з віком на спочатку гладкій поверхні, її розміри і форма часто залежить від розташування на шапинці — в центрі або по краю, в таких випадках спостерігається більш-менш виражена зональність поверхні. Лускаті шапинки характерні для родів Макролепіота (Macrolepiota), Фоліота (Pholiota).
- Псевдолуската поверхня утворена залишками загального покривала, які зазвичай відрізняються за консистенцією від шкірки і легко знімаються з неї. Така поверхня шапинок особливо характерна для мухоморів, зустрічається і в інших грибів, що мають менш розвинене загальне покривало — тоді наліт має вигляд дрібних павутинистих лусочок, борошнистий або слюдянистий, того ж кольору, що і шкірка шапинки чи відрізняється за кольором.
- Зональність поверхні може виникати з різних причин: нерівномірне утримання пігментів у шкірці, відмінності в мікроскопічній будові шкірочки на різних зонах шапки, наявність тканин з різним ступенем гігрофанності або різною товщиною гігрофанної м'якоті в центрі шапки і поблизу краю.
- Ареолювана, або тріщинувата поверхня складається з окремих ділянок прирослої шкірки, розділених тріщинами. Вона характерна для деяких сироїжок, болетових, також може бути пов'язана з погодними умовами: часто шкірка розтріскується при плодоношенні під час посухи.

## Мікроскопічна будова
Внутрішня трама шапинки являє собою прозоплектенхіму, тобто неправдиву тканину, що складається з видовжених клітин гіф. Вона може бути більш-менш регулярною, складатися з відносно паралельних гіф або нерегулярної (іррегулярної), у якій гіфи переплетені нерівномірно. Характер трам шапинки відповідає характеру трам плодового тіла в цілому — той же тип гіфальної системи, в ній можуть бути присутніми ті ж провідні гіфи, що і в трам інших частин плодового тіла, вона може бути гетеромірною, тобто містити, крім гіф, скупчення круглих клітин (сфероцист).

Особливе значення має будова шкірки, або пілеїпелісу (лат. pileipellis). На поверхні можуть зустрічатися цистиди, звані за місцем розташування пілеоцистидами. За структурою гіфи шкірки різко відрізняються від гіф внутрішнього м'якушу шапинки. Вони можуть містити пігменти, відсутні в трам шляпки, часто у вигляді інкрустацій. Шкірочка може бути одношаровою або складатися з декількох шарів, зазвичай близько трьох — епікутис (зовнішній шар), кутис (середній) і субкутис (найбільш глибокий). Тканини шкірки різноманітніші, ніж у трам: крім прозоплектенхіми може зустрічатися параплектенхіма — псевдотканина, що складається з округлих або укорочених кутастих клітин, що зовні нагадує справжню паренхіму. Зустрічаються покриви шляпки, що складаються з палісадної тканини, схожої на гіменіальний шар.
Основні типи пілеїпелісу
- Кутис (лат. cutis) складається з гіф приблизно однакового діаметра, недиференційованих або слабо диференційованих, що йдуть більш-менш паралельно поверхні шапинки, лише іноді можуть зустрічатися стирчасті пучки гіф або окремі гіфи. Кутис утворює суху, не клейку в сиру погоду і гладку поверхню.
- Іксокутис (лат. ixocutis) за будовою аналогічний кутису, але складається з тонших желатинізованих гіфів, які набухають від вологи. Утворює слизову чи клейку поверхню, гладку, в суху погоду — блискучу.
- Триходерміс (лат. trichodermis) складається з гіфів, розташованих перпендикулярно поверхні шляпки, часто зібраних у стирчасті пучки; клітини по діаметру або формі зазвичай відрізняються від клітин трам шапки. Поверхня, утворена триходермісом, суха, не липка, шорстка, часто дрібнолуската.

- Іксотриходерміс (лат. ixotrichodermis) утворений тонкими желатинізованими гіфами, розташованими приблизно перпендикулярно поверхні шапки. Як і іксокутис, утворює слизову чи клейку, блискучу, при підсиханні, поверхню.
- Гіменодерміс (лат. hymenodermis) складається з округлих або потовщених циліндричних клітин, розташованих щільним палісадним шаром.
- Епітелій (лат. epithelium) утворений параплектенхімою, клітини якої можуть бути кулястими або щільно прилеглими одна до одної, деформованими. Поверхня епітелію не клейка, зазвичай гігрофанна.

## Галерея: різні ознаки шапок

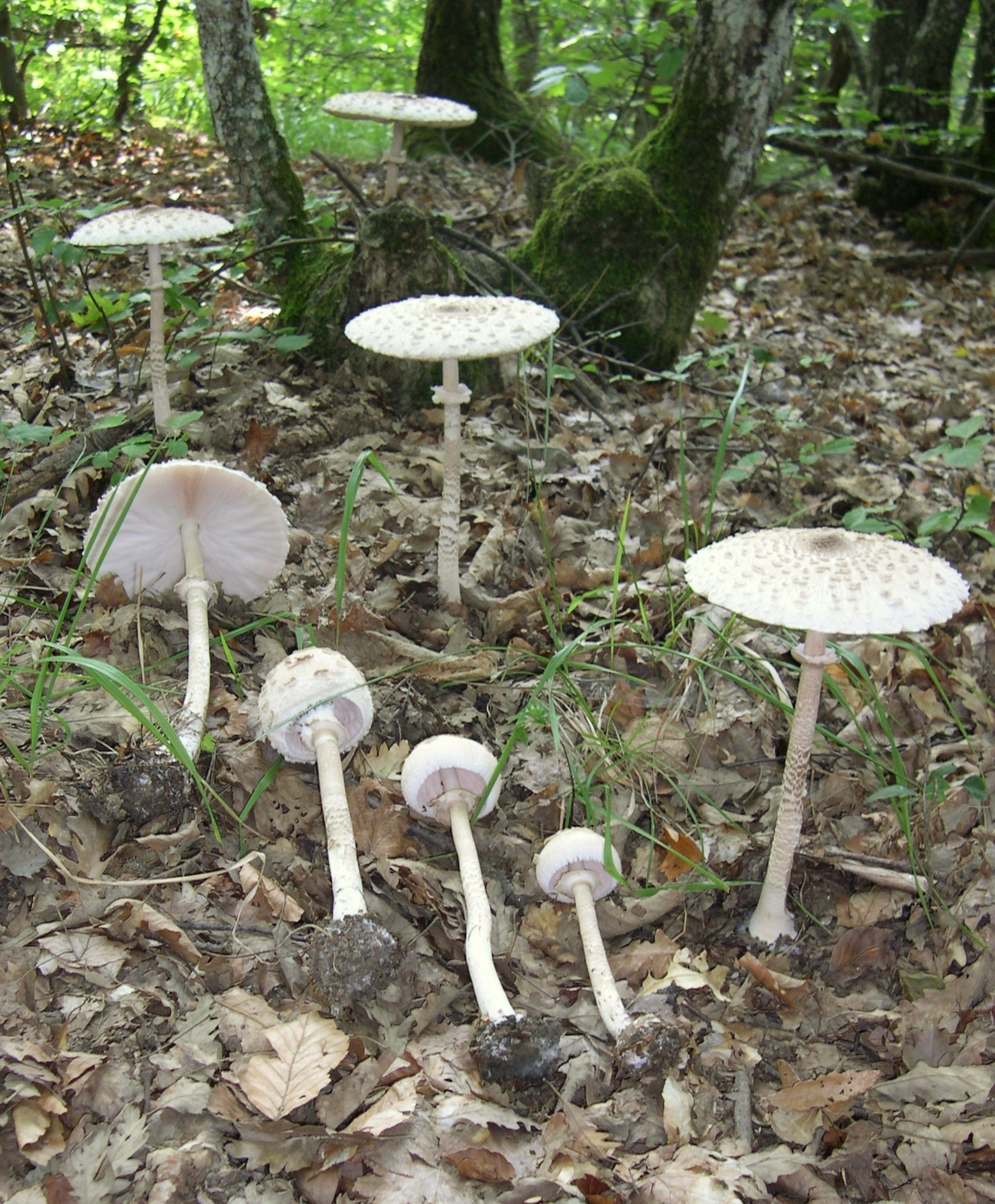
Гриб-зонтик строкатий, плодові тіла різного віку. Шапки від напівкулястих до плоских, з округлим горбком
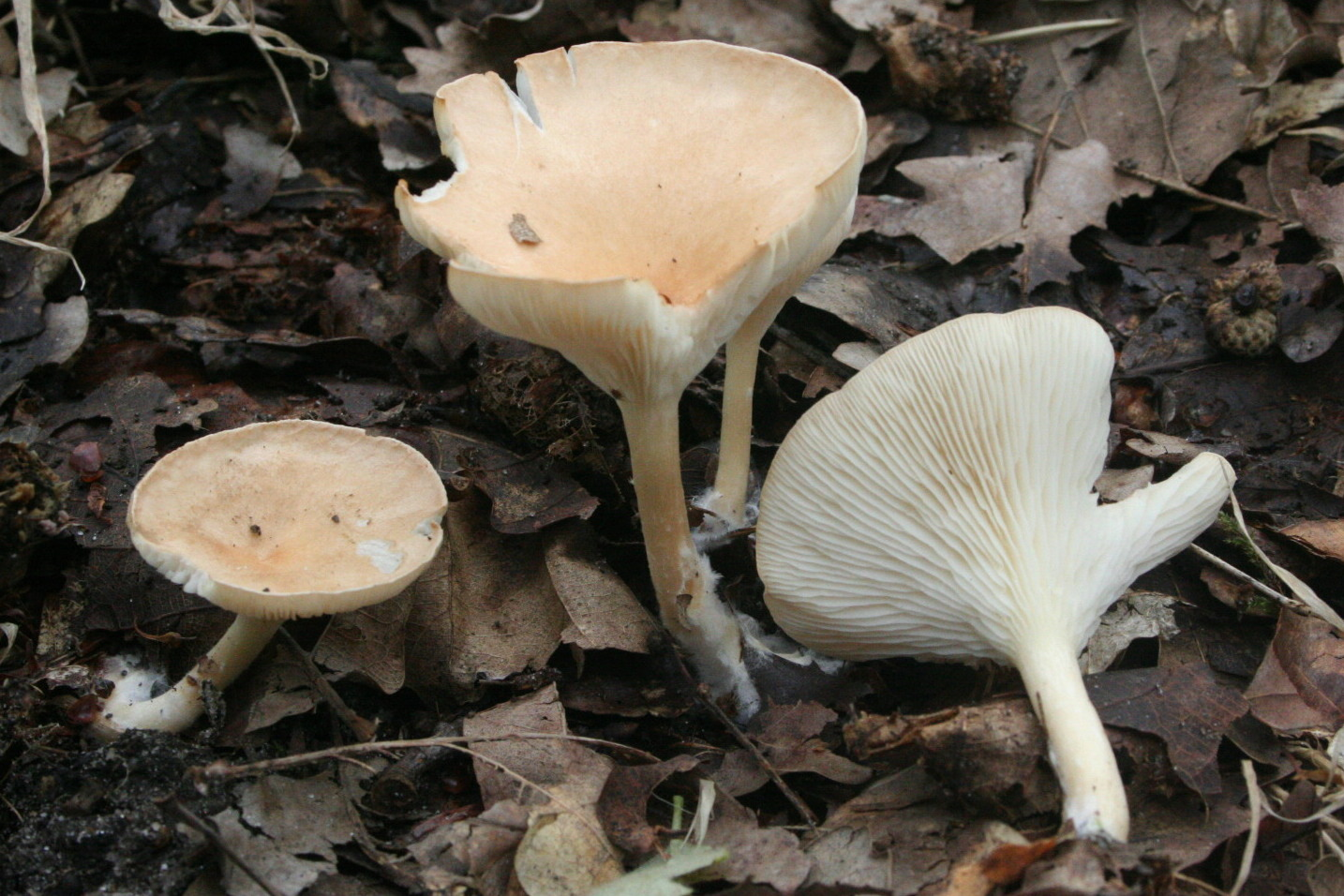
Говорушка лійковидна. Увігнуті шапки без вираженого горбика.
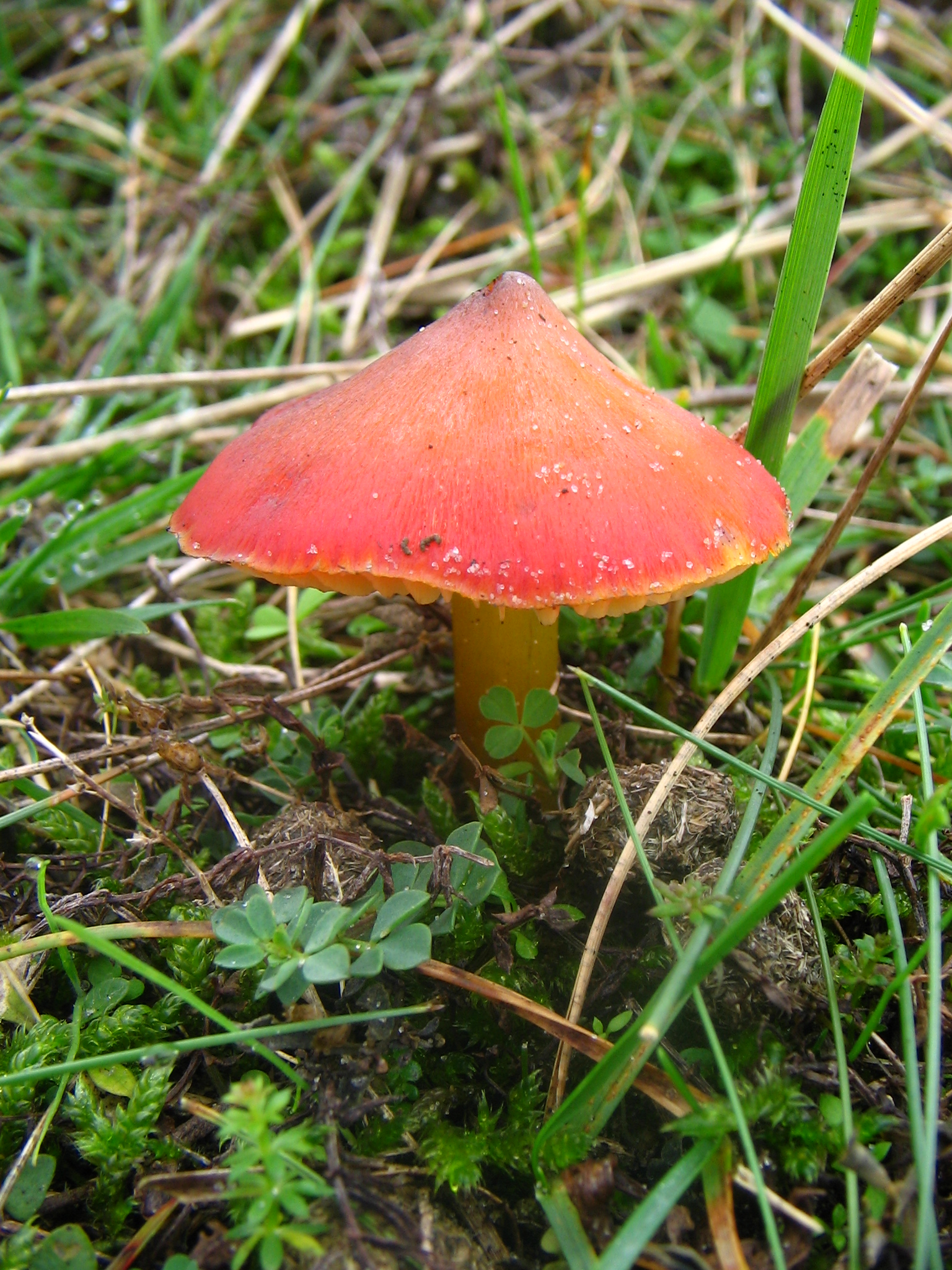
Гігроцибе конічний з конічною головкою
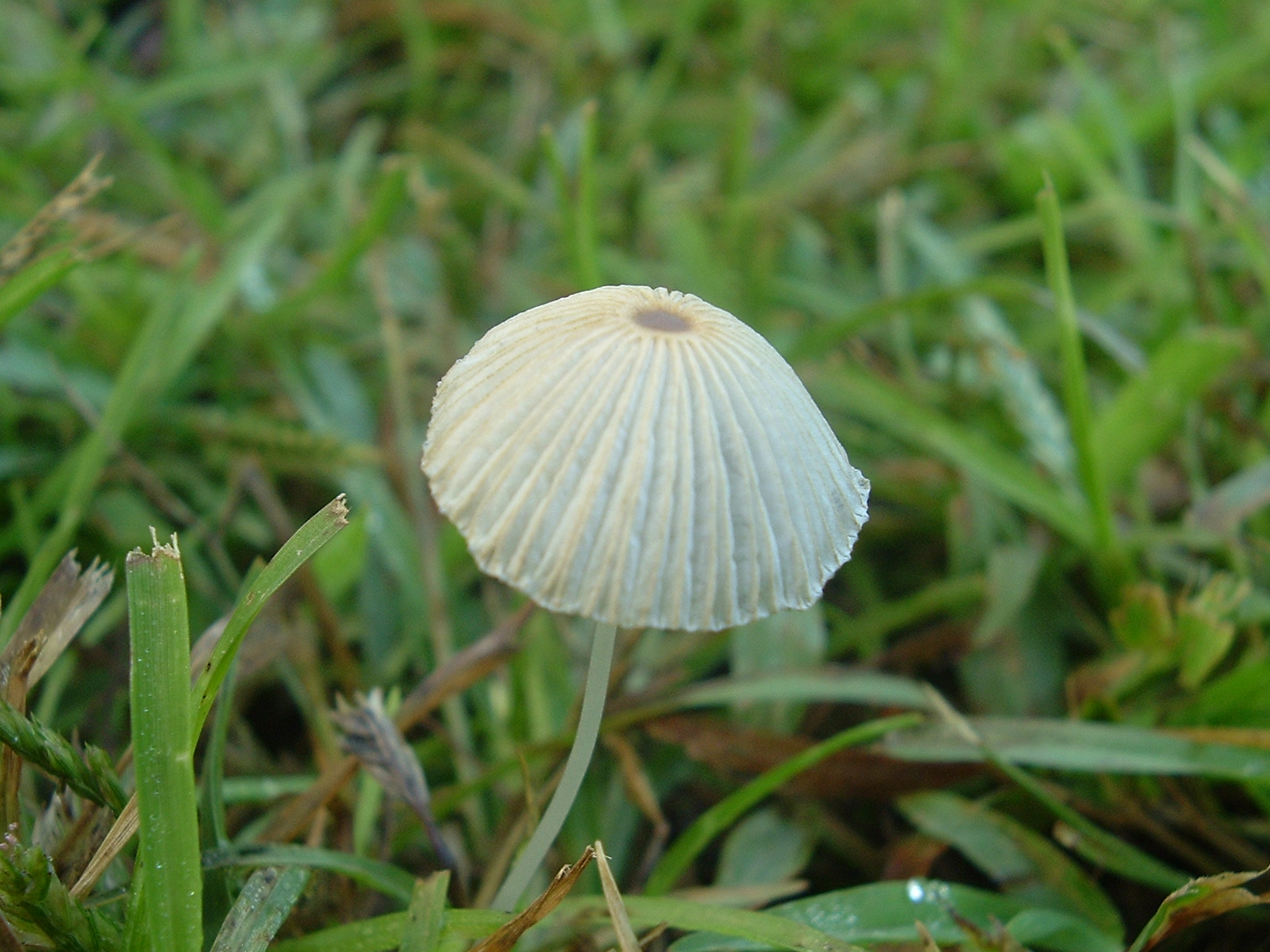
Гнойовик складчастий зі дзвоноподібною складчастою шапинкою